# فينتشنزو دي ليغوري
فينتشنزو دي ليغوري (بالإيطالية: Vincenzo De Liguori)‏ هو لاعب كرة قدم إيطالي في مركز الوسط، ولد في 5 أكتوبر 1979 في نابولي في إيطاليا. لعب مع فيتربيسي 1908 ونادي أنكونا ونادي بينيفينتو ونادي تارانتو 1927.